# Jožef Vandor
Jožef Vandor SDB, madžarski salezijanec, duhovnik, misijonar ter častitljivi; (rojen kot József Wech, znan tudi kot Vándor József, José Vandor, Wech József, oče Puchner), * 29. oktober 1909, Dorog (Komárom-Esztergomska županija Avstro-Ogrska; danes: Madžarska), † 8. oktober 1979, Santa Clara, (Kuba, Amerika).

## Življenjepis
Jožef se je rodil 29. oktobra 1909 kot József Wech v Dorogu, v Komárom-Esztergomski županiji v Avstro-Ogrski, severno od Budimpešte. Starši so bili kmetje nemškega porekla; oče je bil Sebastijan Wech, mati Marija  Puchner. Krščen je bil 31. oktobra istega leta, pri birmi pa je bil v Dorogu 23. maja 1920.
Šolanje je začel pri frančiškanih, nadaljeval pa od 1927 pri salezijancih. 1932 je napravil redovne zaobljube pri Péliföldszentkeresztu. V Turinu v Italiji je študiral teologijo. 
Maja 1936 je spremenil priimek Wech v Vandor  Podobno je v tem času iz protesta proti izgredom nacistične rasistične ideologije spremenil svoj nemški priimek Pech tudi József Mindszenty.
Istega leta je bil posvečen v duhovnika 5. julija 1936 v Baziliki Marije Pomočnice. 
V domačem kraju je pel novo mašo, nato pa se je dal na razpolago za misijone; predstojniki so ga poslali na Kubo v Ameriki.  
1954 je začel graditi umetnostno-obrtno šolo, kateri je postal tudi ravnatelj. Hudo ga je prizadelo, ko so že leta 1961 Castrovi komunisti šolo podržavili. Pozneje se je posvetil dušnemu pastirstvu kot župnik, pa tudi kot magister novincev.  
Mladi in tudi starejši verniki so ga zelo vzljubili in je vztrajal med njimi tudi v dolgi bolezni, ki ga je za tri leta priklenila na invalidski voziček vse do smrti.

## Smrt in češčenje
Ko mu je postalo slabo med mašo, so ga takoj odpeljali v bolnico, vendar mu niso mogli več pomagati. Umrl je 8. oktobra 1979 v Santa Clari na Kubi v  Srednji Ameriki.

### Postopek za prištetje k blaženim
4. februarja 2002 je pooblaščenec za kanonizacijo salezijancev Paskval Liberatore SDB zaprosil škofa v Santa Klari na Kubi Artura Gonzáleza Amadorja, naj začne postopek za beatifikacijo misijonarja Jožefa Vandorja.
8. oktobra 2003 se je nato začel v Santa Clara (Villa Clara) na Kubi škofijski postopek za njegovo beatifikacijo, ki je bil slovesno končan 10. avgusta 2008 z zahvalno mašo, in sicer pod številko delovodnika 2530, a pod imenom: José Vandor Puchner (Wech József). Vse gradivo so poslali v Rim na Kongregacijo za zadeve svetnikov.
Čeprav je predvidoma blizu dan njegove beatifikacije, pa govorice, da je že prištet k blaženim, niso točne. Rimski postulator je sedaj Pierluigi Cameroni SDB.

### Ocena
"Očeta Vandorja lahko primerjamo s svetim Frančiškom Saleškim zaradi njegove potrpežljive učljivosti, modre predanosti, razsvetljene vednosti kot duhovnega voditelja in tudi don Bosku zaradi njegove apostolske razgibanosti, ljubezni do uboge mladine, njegovega duha vere, njegovega vedrega veselja ter zaradi njegovega prijaznega vedenja.”